# Gene Robinson
Vicki Gene Robinson (Lexington, 29 maggio 1947) è un vescovo anglicano statunitense.
È il nono vescovo della Diocesi episcopale del New Hampshire nella Chiesa episcopale degli Stati Uniti d'America. Robinson è stato nominato vescovo nel 2003 ed è rimasto in carica dal 7 marzo 2004 al 5 gennaio 2013. Prima di diventare vescovo è stato assistente del precedente vescovo del New Hampshire.

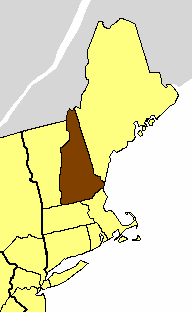
La diocesi episcopale del New Hampshire

Robinson è meglio conosciuto per essere il primo prete non-celibe dichiaratamente gay ad essere nominato vescovo in una denominazione Cristiana credente nell'episcopato storico. La sua omosessualità è stata riconosciuta privatamente negli anni settanta, quando era seminarista, all'epoca in cui è stato ordinato, sposato, e ha messo su famiglia. Ha reso pubblico il suo orientamento sessuale negli anni ottanta, periodo a cui risale il suo divorzio. Era una figura alquanto controversa all'epoca in cui i delegati del convegno episcopale dovevano esprimere il voto sulla ratifica della sua elezione a vescovo. La sua elezione fu ratificata con 62 voti a favore e 45 contrari. Dopo la sua elezione, alcune parrocchie conservatrici hanno scelto di allinearsi a vescovi fuori dalla Chiesa episcopale degli Stati Uniti, un processo chiamato Riallineamento Anglicano. La sua storia è apparsa anche su giornali e film.

## Biografia
Robinson è nato nella Contea di Fayette, in Kentucky, che è stata in seguito unita alla città principale, Lexington.
I suoi familiari erano poveri agricoltori che lavoravano i campi di tabacco. La sua famiglia prendeva l'acqua da una cisterna e lavava il bucato in contenitori di ghisa riscaldati su fiamma viva. Non ha avuto acqua corrente almeno fino ai suoi 10 anni.
Robinson è nato temporaneamente paralizzato, e la sua testa era deforme. Le sue condizioni erano tanto gravi che il medico chiese al padre Charles di dargli un nome da scrivere sui certificati nascita e morte del bambino. I genitori di Robinson erano giovani, la madre - Imogene - aveva 20 anni e speravano nell'arrivo di una bambina. Così l'hanno chiamato Vicki Gene Robinson in onore del padre di Charles, Victor, e della madre del bambino, Imogene.
I genitori di Robinson credettero per lungo tempo che il bambino sarebbe morto presto. Qualche anno dopo il padre gli disse che non riusciva a gioire dello sviluppo del ragazzo, perché pensava in continuazione che ogni passo avanti avrebbe potuto essere l'ultimo. I genitori di Robinson erano e sono ancora membri di una piccola congregazione chiamata "Discepoli di Cristo". Robinson descrive la sua come un'infanzia molto religiosa. Ha studiato all'Università del Sud (Sewanee: The University of the South), un college privato in Tennessee sostenuto dalla Chiesa Anglicana statunitense.

## Genealogia episcopale
La genealogia episcopale è:
- Arcivescovo John Moore
- Vescovo William White
- Vescovo John Henry Hopkins
- Vescovo Daniel Tuttle
- Vescovo James Perry
- Vescovo Henry Knox Sherrill
- Vescovo Arthur Lichtenberger
- Vescovo John Allin
- Vescovo Frank Griswold
- Vescovo Gene Robinson